# 国鉄ED61形電気機関車
ED61形電気機関車（ED61がたでんききかんしゃ）は、日本国有鉄道（国鉄）が1958年（昭和33年）に製造した直流用電気機関車である。

## 概要

### 登場の背景
25パーミル（1000分の25）の急勾配が連続する中央本線八王子 - 甲府間の輸送力増強をはかり、同時に私鉄買収機関車や大正時代の輸入機関車など、保守点検の困難な雑形機関車を置き換える目的で製造された。

## 製造
1958年に試作機として1・2号機が製造された。1号機は日立製作所、2号機は東京芝浦電気により製造されている。翌1959年（昭和34年）に量産機として日立、東芝、川崎電機製造・川崎車輛により3 - 18号機が製造された。

## 構造
基本的に、同時に設計が進められていたED60形と同一構造である。バーニア制御付きの抵抗制御および短絡渡り式直並列2段組合せ、弱め界磁制御を単位スイッチ式非自動ノッチにより制御し、軸重移動補償、再粘着装置を備える。ED60形と異なるのは急勾配区間を走行するため、抑速ブレーキとして電力回生ブレーキが装備されていることで、ED60形より車体が1.3m長くなっている。
駆動方式は当時の新形式電気機関車に多く採用されたクイル式となっている。
なお、1959年に東芝で落成した15号機の台車は、他の車両のDT106形とは異なり東芝製の空気ばね装置を組み込んだ試作台車DT900形を装着していた。

## 運用
新製配置は甲府機関区と八王子機関区で、主に甲府以東の中央本線で貨物列車牽引用に使用された。走行試験のため、一時期米原機関区や福島機関区に貸出されたことがあるが、ほぼ中央本線での運用に終始した。
しかし、回生ブレーキの動作、特にタイヤ厚（車輪径）の異なる2両を連結して重連運転した際の車輪の回転数差=発生電圧差に由来する制動力の不均衡、あるいは中央本線の列車運行密度と変電所の整流器特性に起因する回生失効の多発など、その取扱いにはさまざまな問題があり、架線電圧などの外部要因に左右されず確実な制動力を得られる発電ブレーキ装備で、しかも本形式が重連で充当されていた運用を単機で代替可能な大出力のF形機関車であるEF64形が開発されるに及び、順次運用が置き換えられていった。このため、余剰となった車両のうち、17・18号機については、1972年（昭和47年）の大糸線へのED60形2・3号機の転出による所用数の不足を補うべく竜華機関区に転じ、阪和線でED60形などと混用された。

## 改造
飯田線で使用されていた旧型電気機関車取替えのため、1974年（昭和49年）から1979年（昭和54年）にかけて18両全車がED62形に改造され、形式消滅した。

## その他
1990年に「電気機関車シリーズ」として、特殊切手が発行されている。
日活映画「関東破門状」のオープニングクレジット場面に比較的長く9号機の走行シーンが登場する。